# Deux Gars du Texas
Pour plus de détails, voir Fiche technique et Distribution.
Deux Gars du Texas (Two Guys from Texas) est un film musical américain de David Butler et Friz Freleng (animation), sorti en 1948. Il est inédit dans tous les pays francophones.

## Fiche technique
- Titre : Deux Gars du Texas
- Titre original : Two Guys from Texas
- Réalisation : David Butler et Friz Freleng (animation Bugs Bunny)
- Scénario : I.A.L. Diamond, Dane Lussier, Allen Boretz, Robert Sloane et Louis Pelletier
- Production : Alex Gottlieb
- Société de production : Warner Bros. Pictures
- Direction musicale : Ray Heindorf
- Musique : Leo F. Forbstein, Ray Heindorf, Milt Franklyn, Friedrich Hollaender et Carl W. Stalling
- Chorégraphie : LeRoy Prinz
- Montage : Folmar Blangsted
- Direction artistique : Lyle B. Reifsnider
- Pays d'origine :  États-Unis
- Langue : anglais
- Format : couleur (Technicolor) - Son : Mono (RCA Sound System)
- Genre : film musical
- Durée : 86 minutes
- Dates de sortie : États-Unis 4 septembre 1948

## Distribution
- Dennis Morgan : Steve Carroll
- Jack Carson : Danny Foster
- Dorothy Malone : Joan Winston
- Penny Edwards : Maggie Reed
- Forrest Tucker : 'Tex' Bennett
- Fred Clark : Dr. Straeger
- Joan Rudolph : Mme Karen Walker
- Gerald Mohr : Link Jessup
- John Alvin : Jim Crocker
- Andrew Tombes : le Texan
- Monte Blue : Pete Nash
- The Philharmonica Trio